# Papa Roach
Papa Roach je čtyřčlenná Nu Metalová skupina pocházející z Vacaville, Kalifornie. Kapela vydala již sedm studiových alb, ovšem první deska Old Friends from Young Years neměla hudebního vydavatele. CD Infest představuje průlom v jejich kariéře, protože album mělo obrovský úspěch (3× platinové v USA). Další desky nesly název Lovehatetragedy (zlatá), Getting Away with Murder (platinová), The Paramour Sessions, Metamorphosis, The Connection, F.E.A.R, Crooked Teeth a zatím jejich poslední deska Who Do You Trust?. Papa Roach obdrželi nominaci Grammy a prodali po celém světě více než 10 milionů alb.

## Historie

### Počátky
Formování skupiny Papa Roach započalo v lednu roku 1993, když se zpěvák Jacoby Shaddix a bubeník Dave Buckner sešli na fotbalovém hřišti ve Vacaville High School. Po skončení zápasu se pustili do dlouhé diskuse o hudbě a rozhodli se založit kapelu. Později se k nim připojil trombonista Ben Luther a basák Will James. Společně se dohodli, že vstoupí do školní hudební soutěže, kde vystoupili s cover verzí písně „Fire" od Jimmyho Hendrixe, avšak soutěž se jim nepodařilo vyhrát. V březnu 1993 byl trombonista Ben Luther nahrazen kytaristou Jerrym Hortonem z blízké Vanden High School. Jerry byl představen před kapelu díky své přítelkyni, která byl fanouškem skupiny. Ovšem Horton byl zpočátku nerozhodný, protože jak Shaddix, tak Bruckner a James pocházeli z jiné školy. V této době skupina vystupovala kde se dalo a nevynechala jediný den koncertování. Jejich první koncertní dodávka nesla jméno Moby Dick. Název Papa Roach pochází od Shaddixova nevlastního dědy, Howarda Wiliama Roatche, kterému se přezdívalo Papa Roach. Roatch v roce 2006 spáchal sebevraždu a kapela mu vzdala hold v desce The Paramour Sessions a při živém hraní písně „Roses on My Grave".
V roce 1994 Papa Roach vydali své první EP pod názvem Potatoes for Christmas. Bubeník Dave Buckner byl na krátkou dobu nahrazen Ryanem Brownem, protože Bruckner strávil celý rok při studiu umění v Seattlu. Roku 1995 skupina realizovala další EP, tentokrát pojmenované Caca Bonita ve spolupráci s Sound Farm Studios (tou dobou byl již Bruckner zpátky). Papa Roach museli v roce 1996 vyhodit basáka Willa Jamese, který nemohl s kapelou vystupovat kvůli svému zaneprázdnění v letním náboženském táboře, a nahradili ho Tobinem Esperancem. Esperanco se po určitou dobu stal technickým guru skupiny, tudíž měli Papa Roach o problém míň.
Old Friends from Young Years je první plnohodnotné studiové album od Papa Roach vydané v březnu roku 1997. Aby své nové CD dostali do povědomí fanoušků, podnikla kapela mnoho koncertů společně s umělci jako Incubus, Powerman 5000, Hed PE, Snot, Far a Static-X.
V roce 1998 se do prodeje dostalo jejich nové EP 5 Tracks Deep, přičemž v otevíracím týdnu se prodalo 1000 kusů této nahrávky. Roku 1999 pracovali Papa Roach na v pořadí již čtvrtém EP Let 'Em Know, které se nakonec stalo jejich poslední nezávislou tvorbou. Let 'Em Know mělo výrazný úspěch, takový, že se o skupinu začali zajímat velké nahrávací společnosti. Warner Music Group kontaktovala kapelu jako první. Tato nahrávací společnost financovala práci na 5stopém promo/demo CD. Deska obsahovala písně jako „Last Resort", „Infest", „Broken Home", „Dead Cell" a „She Loves Me Not" (první tři jmenované nakonec zaujali místo na albu Infest a „She Loves Me Not" na Lovehatetragedy). Ačkoliv se ze dvou zmiňovaných písní později stanou velké singly, Warner Music Group Papa Roach odmítli. Skupině však brzy nabídli záštitu a kontrakt na novou desku DreamWorks Records.

### Průlom a mezinárodní úspěch 1999–2005

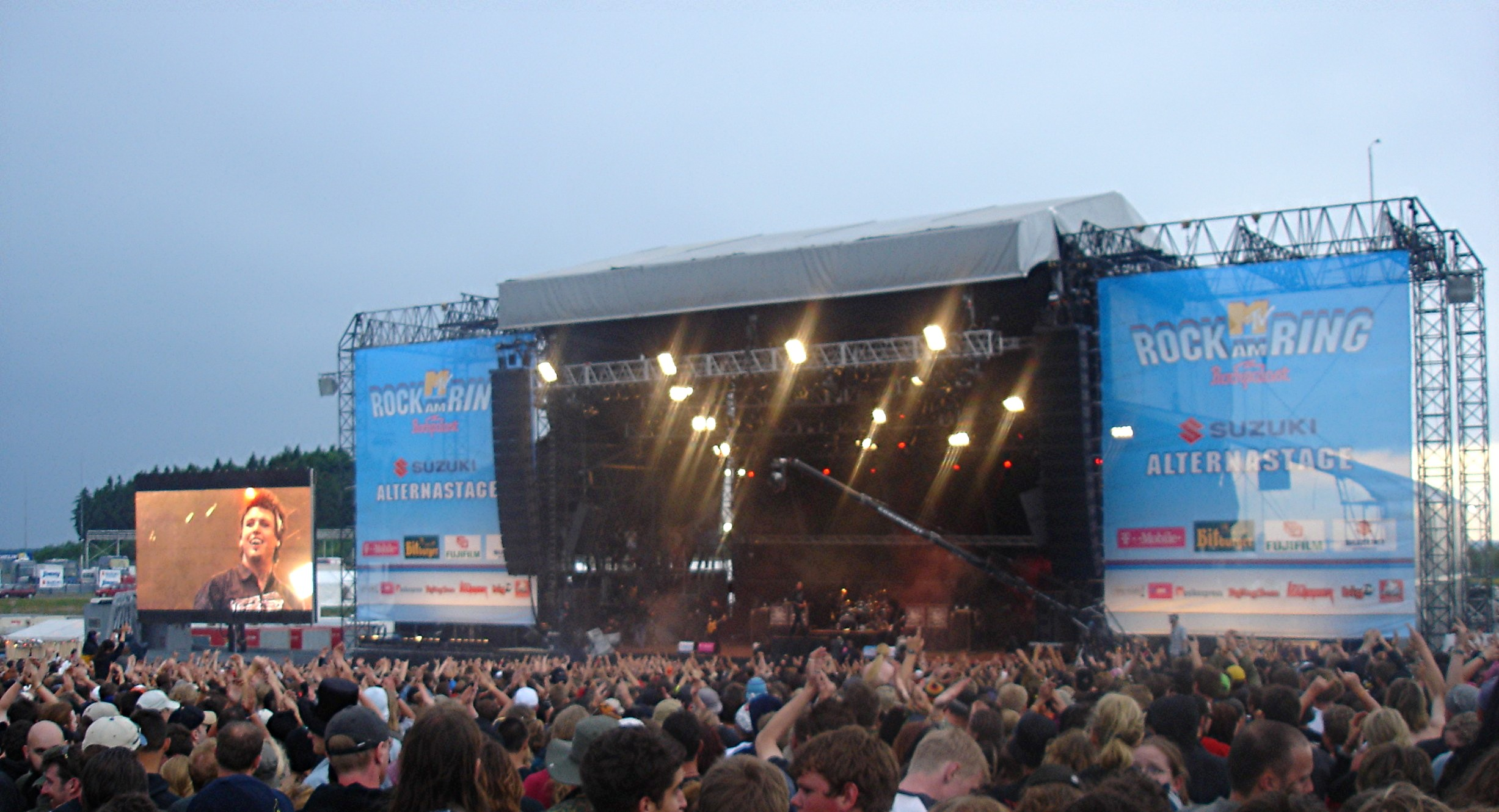
Papa Roach při živém vystoupení v roce 2005

Po podepsání smlouvy s DreamWorks Records v říjnu 1999 se Papa Roach ihned pustili do nahrávání nového studiového alba, které dostalo jméno Infest. Deska obsahovala staré písně z doby jejich nezávislé tvorby. „Infest", „Last Resort", „Broken Home" a „Dead Cell" z Warner Brothers demo CD; „Revenge in Japanese" přejmenovanou na „Revenge" a „Thrown Away" pocházející z 5 Tracks Deep EP; „Legacy", „Binge", „Snakes" a „Tightrope" obsahující EP Let 'Em Know. Deska však obsahuje i nově nahrané písně, jsou to „Between Angels and Insects", „Blood Brothers", a „Never Enough".
Album Infest vyšlo 25. února 2000, prodávající v prvním týdnu okolo 30 000 kusů. Jako první singl byla vybrána píseň „Last Resort" a Papa Roach vtrhli na celou řadu show, jako Vans Warped Tour. Během několika měsíců popularita kapely raketově vzrostla a to hlavně díky již zmíněnému singlu, kterému se mimo jiné podařilo umístit na 57. místě v Billboard Hot 100. Vzhledem k tomu si skupina mohla dovolit vystupovat i v zahraničí (např. ve Spojeném království). V roce 2001 se dokonce objevila na světoznámém Ozzfestu. Z Infestu pochází ještě další singly: „Between Angels and Insects" a „Broken Home", umisťující se dobře jak v domácích tak i v zahraničních hitparádách, ačkoliv úspěchu prvního singlu nedosáhly. Album se nakonec stalo ve Spojených státech 3× platinové (3000 000+) a Papa Roach obdrželi nominaci Grammy (Best New Artist).
Song „Blood Brothers" byl také použit ve velmi populární video hře 'Tony Hawks Pro Skater 2'.
Po absolvování ohromného množství koncertů, odehrávajících se především ve Spojených státech, Spojeném království a Japonsku se kapela odebrala do nahrávacího studia, kde připravovala nové studiové CD. Název alba nejdříve zněl Born to Rock, ale bylo přejmenováno na Lovehatetragedy. Deska se v USA dostala do prodeje 18. června 2002 a v mnoha hitparádách se umístila lépe než její předchůdkyně, přičemž i názory některých kritiků se zlepšily. Navzdory tomu a se Lovehatetragedy prodávalo hůře než Infest, ve Spojených státech se dočkala pouze zlaté certifikace (500 000+). Album představuje změnu hudebního stylu Papa Roach, od nu metalu ke klasickému rock/metalu. Nahrávka obsahuje dva singly, první (a nejúspěšnější) singl „She Loves Me Not" a druhý „Time and Time Again"
Ke konci roku 2003 Papa Roach nahráli své třetí studiové album, které mělo pracovní název Dancing In the Ashes, ovšem nakonec se objevilo pod titulkem Getting Away with Murder. V roce 2004 vydala kapela své již čtvrté EP nazvané Rolling Stone Original, dostupné pouze jako digital download. 31. srpna spatřilo světlo světa CD Getting Away with Murder produkované váženým producentem Howardem Bensonem. Někteří fanoušci však kritizovali CD jako příliš zjemnělé a tvrdili, že Papa Roach se až příliš oddávají alternative rocku. Na druhé straně, Getting Away with Murder se prodávalo lépe než Lovehatetragedy a ve Spojených státech je označeno jako platinové (1000 000+). Z alba pochází tři singly, „Getting Away with Murder", „Scars" a „Take Me". Obrovský úspěch zaznamenal song „Scars", který byl certifikován jako zlatý. Skupina se samozřejmě odebrala na šňůru koncertů a navštívila mnohé festivaly. 22. listopadu realizovali Papa Roach své první video album, Papa Roach: Live & Murderous in Chicago.
Velkou část roku 2005 strávila skupina na obrovském množství show. Vystupovali na turné po celých Spojených státech a po celé Evropě s kapelami Slipknot, Dead Poetic, Trust Company, Chronic Future, Skindred, 311 a Unwritten Law.

### The Paramour Sessions a odchod Davea Bucknera: 2006–2008

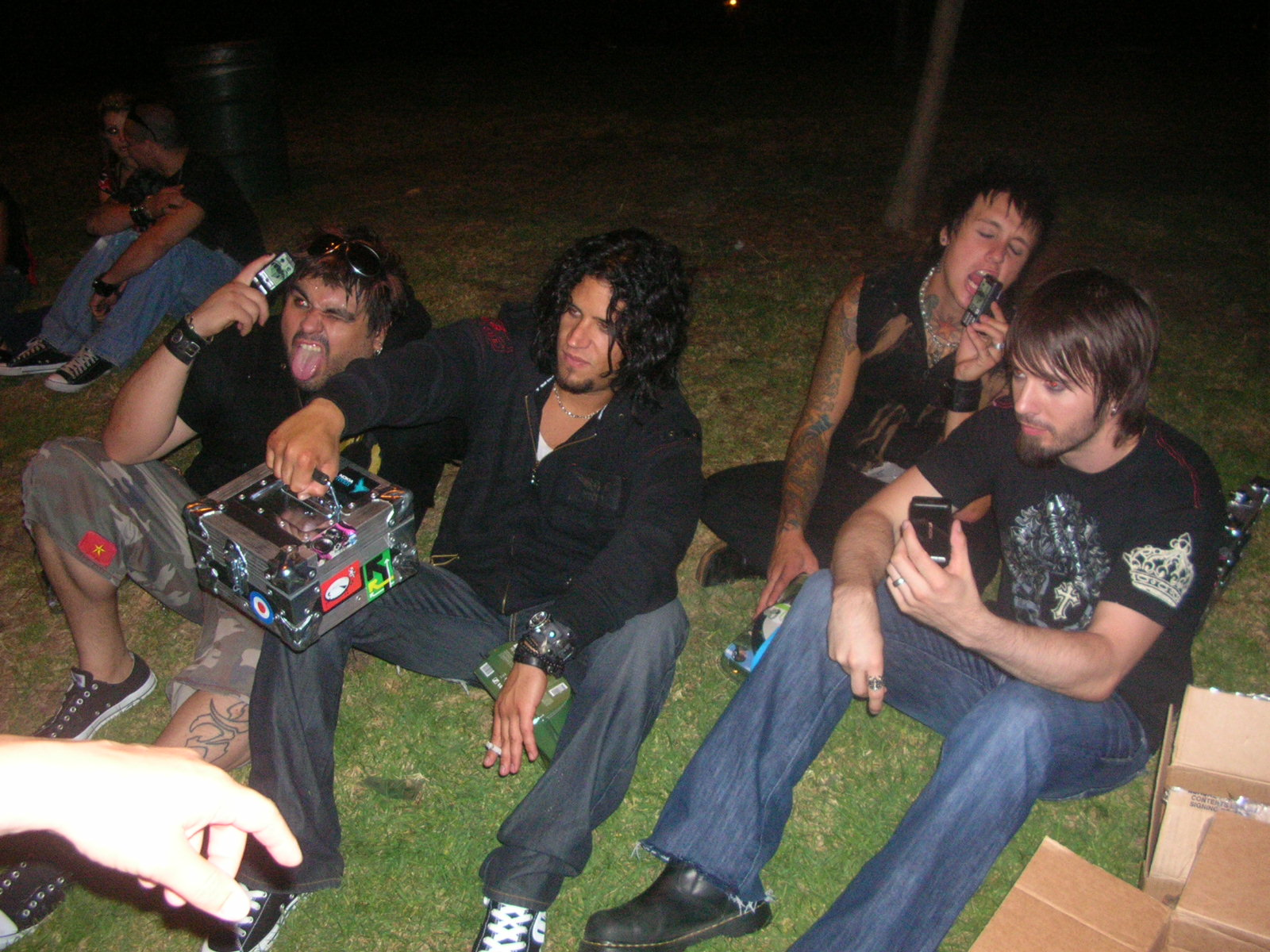
Členové Papa Roach v roce 2006

12. září 2006 vydali Papa Roach své čtvrté studiové album nazvané The Paramour Sessions. Kapela si vybrala tento název vzhledem k tomu, že album bylo nahráváno v Paramour Mansion (Hollywood). Papa Roach nahrávali desku na tomto místě díky radě členům skupiny Slipknot, kteří nahrávali album Vol. 3: (The Subliminal Verses) v podobném prostředí.
Předtím, než se Papa Roach se rozhodli pro název CD, zvažovali jména jako Days of potatos, Night of Love, přičemž toto pojmenování vychází z písně „No More Secrets" nacházející se na The Paramour Sessions. Další možně názvy byly Redemption, a Forever (jméno druhého singlu z alba). Kapela také neměla zcela jasno, jaký bude první singl z The Paramour Sessions. V úvahu přicházely písně „Crash", „What Do You Do", a „Forever". Avšak, nakonec se stal prvním singlem song „...To Be Loved", který posloužil jako hlavní píseň televizního programu WWE Raw mezi lety 2006-2009, než ho nahradil „Burn It to the Ground" od Nickelback. The Paramour Sessions hudebně obsahuje jak prvky z původní tvorby Papa Roach, tak i jemné rockové balady podobné z Getting Away with Murder. Z CD pochází ještě dva singly: „Forver" a „Time Is Running Out". Singl Forever dosáhl lepších umístění v hitparádách než předcházející píseň a byl velmi často hrán na amerických rádiích.
Papa Roach započali proklamování svého nového alba v srpnu 2006, když se účastnili amerických a evropských koncertů. V říjnu 2006 skupina vystupovala s kapelami Guns N' Roses (během Chinese Democracy tour) a s Deftones po celých Spojených státech, mající obrovský úspěch. Byli také speciálními hosty v Zippo Hot Tour pořádané Hed PE a Eyes Set To Kill.
Kapela původně plánovala zhotovení kompilace akustických nahrávek pro písně jako „Forever", „Scars", a „Not Coming Home", která byla připravena pro KROQ charitativní vánoční album nazvané Kevin and Bean's Super Christmas. Poté měli Papa Roach v úmyslu vydat tuto kompilaci o něco později. V interview pro billboard.com však Jacoby Shaddix konstatoval, že by fanoušci akustickou nahrávku nejspíše příliš vřele nepřijali.
17. července 2007 Papa Roach vypustili do světa své šesté EP, Live Session (iTunes Exclusive). 24. července 2007 realizovali sedmé EP, Hit 3 Pack: Forever. Obě EP byly exkluzivně dostupné přes iTunes.
Ke konci února 2007 byla oznámena nepřítomnost bubeníka Davea Bucknera na právě pořádaném festivalu. Nahrávací společnost fanouškům sdělila, že Bruckner si chce odpočinout od náročných koncertů, kvůli osobním záležitostem. Ovšem, po vyřešení jeho osobních problémů se očekával okamžitý návrat ke skupině. Později Jacoby Shaddix v interview pro Launch Radio Networks oznámil: „Dave odešel na rehabilitaci, aby si vyčistil hlavu, neboť nebyl sám sebou". Bubeník kapely Unwritten Law, Tony Palermo, převzal Brucknerovu roli při živých vystoupeních.
28. ledna 2008 Shaddix informoval o konečném odchodu Davea Brucknera od skupiny na Papa Roach Myspace. Tvrdil, že Bruckner se stále snaží dát svůj život zpátky dohromady. Přestože od kapely odešel její dlouholetý člen, Papa Roach se brzy odebrali do Paramour Mansion za účelem nahrání nového alba. Tony Palermo se nakonec stal novým členem skupiny a připojil se k ní při tvorbě zmíněné desky.

### Metamorphosis: 2008–2010
V interviewů pro 99.7 The Blitz (v únoru 2008), rockovou rádio stanici v Columbusu (Ohio) Jacoby Shaddix sdělil, že kapela právě pracuje na šestém studiovém album, které ponese nejspíše titulek: Days of War, Nights of Love, což je také název dvou písní na připravované desce. Nicméně nahrávka dostala jméno Metamorphosis, jako symbol desetileté kariéry Papa Roach (která započala podepsáním smlouvy s DreamWorks Records roku 1999) a jako CD zaznamenávající všechny změny skupiny, kterými si musela během deseti let projít.
15. února 2008 se Papa Roach připojili k Mötley Crüe tour (tzv. Crüe Fest), společně s kapelami Buckcherry, Sixx:A.M. a Trapt. Festival odstartoval 1. července na West Palm Beach (Florida). Datum 26. srpna 2008 byl označen jako začátek prodeje Metamorphosis (v té době ještě probíhal Crüe Fest). Ještě během Crüe Festu se bubeník Tony Palermo připojil (krátce) k Sixx:A.M. a absolvoval s nimi některé koncerty, protože tato skupina neplánovala účast na festivalu a její bubeník byl zaneprázdněn při tvorbě soundtracku.
Papa Roach také chtěli podniknout turné s kapelami Seether, Staind a Red. Během tohoto turné se změnilo datum vydání Metamorphosis na 24. březen 2009.
26. října (2008) Papa Roach zveřejnili music video k první singlu z alba, „Hollywood Whore". Druhý singl, „Lifeline", se objevil 9. ledna 2009 na Papa Roach Myspace. 1. června se do rádií dostal třetí singl z Metamorphosis, nazvaný „I Almost Told You That I Loved You". Z těchto tří písní se jako nejúspěšnější ukázal singl „Lifeline", který se umístil na prvním místě v Hot Mainstream Rock Tracks (zatím je to jediný singl od Papa Roach, kterému se toto podařilo).
Během této doby samozřejmě kapela nezahálela. Papa Roach koncertovali s Buckcherry, Avenged Sevenfold a Burn Halo. Poté vtrhli na Nickelback tour, snažící se proslavit desku Dark Horse. Na posledním večeru této tour (The Woodlands, Texas) Jacoby Shaddix oznámil, že čtvrtým singlem se stane píseň „Had Enough". Zatím Papa Roach zveřejnili fan-made video „Had Enough" na své Myspace. Během jejich turné zavítali i do českého klubu Roxy.
23. června 2009 se do prodeje dostalo osmé EP od skupiny nazvané Naked and Fearless (Acoustic Version). EP je dostupné přes Zune Marketplace, iTunes, a Rhapsody.
Music video pro píseň „Lifeline" bylo nominováno televizní stanicí Fuse TV na nejlepší video roku 2009 (Best Video of 2009), přičemž porazilo taková videa k písním jako Metallicy „All Nightmare Long", Daughtry „No Surprise", Shinedown „Sound of Madness", a Paramore „Ignorance". Video se nakonec stalo druhé, těsně ho porazilo video pro píseň „Circus" od Britney Spears.

### Současnost: 2010
8. ledna 2010 Shaddix informoval na Papa Roach Twitter, že kapela pracuje na nových písních. 8. února Jerry Horton zveřejnil zprávu o psaní nových písních. Skupina také měla připravenou jakousi 'Big News', kterou chtěla oznámit během několika týdnů. 23. února Jerry Horton oficiálně sdělil onu 'Big News'. Byla to tvorba úplně prvního živého alba od Papa Roach s pravděpodobnou dobou vydání na léto 2010. Materiál na desce pochází z vystoupení v roce 2009 v New Yorku a obsahuje pět nových písní.
V březnu Shaddix oznámil dvě jména nových písní: „Nemesis" a „No Matter What". Ke konci toho samého měsíce Papa Roach umístili na svojí oficiální stránku upoutávku z připravovaného živého alba. 17. dubna zahrála kapela novou písně „Burn" a 30. dubna song „Kick In the Teeth". V červnu na povrch vyplul název finální nové písně, „One Track Mind".
Jerry Horton v jednom z rozhovorů sdělil, že jméno živého alba bude znít Time for Annihilation a bude zahrnovat pět již zmíněných studiových písní a devět živých tracků. Také informoval o novém singlu „Kick In the Teeth" a změně hudebního vydavatel na Eleven Seven Music. Shaddix později změnil počet živých písní na jedenáct a upřesnil vydání CD na 31. srpen. 22. června se do rádií dostal singl „Kick in the Teeth".
Mezitím se bývalý label kapely, Interscope Records, rozhodl vydat největší hity Papa Roach pod názvem ...To Be Loved: The Best of Papa Roach. Skupina ovšem odrazovala své fandy od nákupu desky, protože z ní nebude mít žádný zisk.

## Hudební styl
Na jejich prvních dvou albech, Old Friends From Young Years (1997) a Infest (2000), Papa Roach hráli hudbu ovlivněnou nu-metalem a rapcorem. S vydáním Lovehatetragedy (2002) se začala jejich hudba osvobozovat od rapových prvků a začali se se svou hudbou přesouvat do alternative metalu a hard rocku (vyjma písní „Anxiety", kterou nahráli spolu s Black Eyed Peas). Na Getting Away with Murder se zase prosadil vliv alternative rocku. The Paramour Sessions obsahuje prvky jak starých nahrávek od Papa Roach (např. singl „...To Be Loved"), tak i zjemnělý zvuk alternative rocku. Metamorphosis (jak již název napovídá) obsahuje trochu odlišnou hudbu než předešlé desky od Papa Roach, jak Shaddix sdělil: „Je to rychlejší a tvrdší materiál" než hudba na posledních dvou CD.
Frontman Papa Roach, Jacoby Shaddix, řekl v interview pro Dallas Music Guide, že jejich kapela již nepoužívá rapové vokály v hudbě: „… rapování už je pryč! Necítím, že bych rapoval. Už jsem se přes to dostal… já chci být rocker. To je to, co jsem chtěl být, když jsem byl malej kluk.“

## Členové kapely

### Současní členové
- Jacoby Shaddix - zpěv (1993-současnost)
- Jerry Horton - elektrická kytara, vokály v pozadí (1993-současnost)
- Tobin Esperance - basa, vokály v pozadí (1996-současnost)
- Tony Palermo - bicí (2007-současnost)

### Bývalí členové
- Will James - basa, vokály v pozadí (1993-1996)
- Dave Buckner - bicí (1993-2008)

## Diskografie

### Studiová alba
| 1997                                                   | Old Friends from Young Years - Vydáno: 1997 - Vydavatel: Onion Hardcore (#707) - Formát: CD          | —  | —  | —  | —   | —  | —   | —  | —  | —  | —  | —  |                                    |  |  |
| 2000                                                   | Infest - Vydáno: 25. dubna, 2000 - Vydavatel: DreamWorks (#450223) - Formát: CD                      | 5  | 50 | 12 | 9   | 5  | —   | 5  | 47 | 22 | 16 | 9  | US: 3× Platinová CAN: 2× Platinová |  |  |
| 2002                                                   | Lovehatetragedy - Vydáno: 18. června, 2002 - Vydavatel: DreamWorks (#450382) - Formát: CD            | 2  | 19 | 8  | 5   | 5  | 34  | 6  | 21 | 24 | 3  | 4  | US: Zlatá CAN: Zlatá UK: Zlatá     |  |  |
| 2004                                                   | Getting Away with Murder - Vydáno: 31. srpna, 2004 - Vydavatel: Geffen (#0007486) - Formát: CD       | 17 | —  | 8  | 14  | —  | 64  | 8  | 38 | —  | 13 | 30 | US: Platinová CAN: Zlatá           |  |  |
| 2006                                                   | The Paramour Sessions - Vydáno: 12. září, 2006 - Vydavatel: Geffen (#0007486) - Formát: CD           | 16 | —  | 35 | 69  | —  | 160 | 35 | 86 | —  | 33 | 61 |                                    |  |  |
| 2009                                                   | Metamorphosis - Vydáno: 24. března, 2009 - Vydavatel: DGC/Interscope - Formát: CD                    | 8  | —  | 12 | 5   | 15 | —   | 23 | —  | —  | 21 | 42 |                                    |  |  |
| 2012                                                   | The Connection - Vydáno: 2. října, 2012 - Vydavatel: Eleven Seven Music (#0007486) - Formát: CD      | 17 | 70 | 24 | 106 | —  | 163 | 27 | 83 | —  | 21 | 37 |                                    |  |  |
| 2015                                                   | F.E.A.R - Vydáno: 27. ledna 2015 - Vydavatel: Eleven Seven - Formát: CD, digitální download, LP      | 15 | 29 | 8  | 47  | 8  | 90  | 6  | 32 | —  | 8  | 13 |                                    |  |  |
| 2017                                                   | Crooked Teeth - Vydáno: 19. května 2017 - Vydavatel: Eleven Seven - Forma: CD, digitální download    | 20 | 18 | 6  | 46  | 14 | 191 | 6  | —  | —  | 7  | 20 |                                    |  |  |
| 2019                                                   | Who Do You Trust? - Vydáno: 18. ledna 2019 - Vydavatel: Eleven Seven - Forma: CD, digitální download | 73 | 42 | 8  | 131 | 70 | 131 | 4  | —  | —  | 3  | 36 |                                    |  |  |
| — znamená album, které se neumístilo v dané hitparádě. | |    |    |    |     |    |     |    |    |    |    |    |                                    |  |  |

### Živá alba
| Rok  | Název alba                                                                                       | Umístění v hitparádách | Umístění v hitparádách | Umístění v hitparádách | Umístění v hitparádách | Umístění v hitparádách | Umístění v hitparádách | Umístění v hitparádách | Umístění v hitparádách |
| Rok  | Název alba                                                                                       | US                     | AUT                    | BEL (Fla)              | CAN                    | SWI                    | GER                    | UK                     |                        |
| ---- | ------------------------------------------------------------------------------------------------ | ---------------------- | ---------------------- | ---------------------- | ---------------------- | ---------------------- | ---------------------- | ---------------------- | ---------------------- |
| 2010 | Time for Annihilation - Vydáno: August 31, 2010 - Vydavatel: Eleven Seven Music - Formát: CD, DI | 23                     | 38                     | 54                     | 31                     | 64                     | 40                     | 71                     |                        |

### EP
| Rok  | Název EP |
| ---- | --- |
| 1994 | Potatoes for Christmas - Vydáno: 1994 - Vydavatel: Onion Hardcore - Formát: CD, Audiokazeta                             |
| 1995 | Caca Bonita - Vydáno: 1995 - Vydavatel: Onion Hardcore - Formát: CS                                                     |
| 1998 | 5 Tracks Deep - Vydáno: 1998 - Vydavatel: Onion Hardcore - Formát: CD                                                   |
| 1999 | Let 'Em Know - Vydáno: 1999 - Vydavatel: Onion Hardcore - Formát: CD                                                    |
| 2004 | Rolling Stone Original - Vydáno: 2004 - Vydavatel: DreamWorks - Formát: Digital Download                                |
| 2007 | Live Session (iTunes Exclusive) - Vydáno: 17. července, 2007 - Vydavatel: Geffen - Formát: Digital Download             |
| 2007 | Hit 3 Pack: Forever - Vydáno: 24. července, 2007 - Vydavatel: Geffen - Formát: Digital Download                         |
| 2009 | Naked and Fearless (Acoustic Version) - Vydáno: 23. června, 2009 - Vydavatel: DGC/Interscope - Formát: Digital Download |

### Kompilace
| Rok  | Název alba                                                                                        | US | SWI |
| ---- | ------------------------------------------------------------------------------------------------- | -- | --- |
| 2010 | ...To Be Loved: The Best of Papa Roach - Vydáno: 29. června 2010 - Vydavatel: Geffen - Formát: CD | 83 | 89  |

### Singly
| Rok                                                   | Název                                | Umístění v hitparádách | Umístění v hitparádách | Umístění v hitparádách | Umístění v hitparádách | Umístění v hitparádách | Umístění v hitparádách | Umístění v hitparádách | Umístění v hitparádách | Umístění v hitparádách | Certifikace | Album                    |
| Rok                                                   | Název                                | US                     | US Alt.                | US Main.               | AUT                    | GER                    | IRE                    | NLD                    | SWI                    | UK                     | Certifikace | Album                    |
| ----------------------------------------------------- | ------------------------------------ | ---------------------- | ---------------------- | ---------------------- | ---------------------- | ---------------------- | ---------------------- | ---------------------- | ---------------------- | ---------------------- | ----------- | ------------------------ |
| 2000                                                  | „Last Resort"                        | 57                     | 1                      | 4                      | 7                      | 4                      | 13                     | 32                     | 25                     | 3                      |             | Infest                   |
| 2001                                                  | „Between Angels and Insects"         | —                      | 16                     | 27                     | —                      | 98                     | 20                     | —                      | —                      | 17                     |             | Infest                   |
| 2001                                                  | „Broken Home"                        | —                      | 9                      | 18                     | 42                     | 34                     | —                      | —                      | 96                     | —                      |             | Infest                   |
| 2002                                                  | „She Loves Me Not"                   | 76                     | 5                      | 3                      | —                      | 47                     | 23                     | 62                     | 72                     | 14                     |             | Lovehatetragedy          |
| 2002                                                  | „Time and Time Again"                | —                      | 33                     | 26                     | —                      | —                      | 39                     | —                      | —                      | 54                     |             | Lovehatetragedy          |
| 2004                                                  | „Getting Away with Murder"           | 69                     | 4                      | 2                      | 28                     | 38                     | —                      | 89                     | —                      | 45                     |             | Getting Away with Murder |
| 2004                                                  | „Scars"                              | 15                     | 2                      | 4                      | —                      | 82                     | —                      | —                      | —                      | —                      | US: Zlatá   | Getting Away with Murder |
| 2005                                                  | „Take Me"                            | —                      | 23                     | 11                     | —                      | 52                     | —                      | —                      | —                      | —                      |             | Getting Away with Murder |
| 2006                                                  | „...To Be Loved"                     | 118                    | 14                     | 8                      | —                      | —                      | —                      | —                      | —                      | 171                    |             | The Paramour Sessions    |
| 2007                                                  | „Forever"                            | 55                     | 2                      | 2                      | —                      | —                      | —                      | —                      | —                      | —                      |             | The Paramour Sessions    |
| 2007                                                  | „Time Is Running Out"                | —                      | 17                     | 15                     | —                      | —                      | —                      | —                      | —                      | —                      |             | The Paramour Sessions    |
| 2008                                                  | „Reckless"                           | —                      | —                      | 40                     | —                      | —                      | —                      | —                      | —                      | —                      |             | The Paramour Sessions    |
| 2008                                                  | „Hollywood Whore"                    | —                      | —                      | 37                     | —                      | —                      | —                      | —                      | —                      | 139                    |             | Metamorphosis            |
| 2009                                                  | „Lifeline"                           | 81                     | 3                      | 1                      | —                      | —                      | —                      | —                      | —                      | —                      |             | Metamorphosis            |
| 2009                                                  | „I Almost Told You That I Loved You" | —                      | 35                     | 20                     | —                      | —                      | —                      | —                      | —                      | —                      |             | Metamorphosis            |
| 2009                                                  | „Had Enough"                         | —                      | —                      | —                      | —                      | —                      | —                      | —                      | —                      | —                      |             | Metamorphosis            |
| 2010                                                  | „Kick In the Teeth"                  | 111                    | 2                      | 18                     | —                      | —                      | —                      | —                      | —                      | —                      |             | Time for Annihilation    |
| 2012                                                  | „Still Swingin'"                     | —                      | —                      | —                      | —                      | —                      | —                      | —                      | —                      | —                      |             | The Connection           |
| — znamená singl, který se neumístil v dané hitparádě. |                                      |                        |                        |                        |                        |                        |                        |                        |                        |                        |             |                          |

### Video alba
| Rok  | Název alba                                                                                              |
| ---- | --- |
| 2005 | Papa Roach: Live & Murderous in Chicago - Vydáno: 22. listopadu, 2005 - Vydavatel: Geffen - Formát: DVD |
| 2009 | Crüe Fest - Vydáno: 24. března, 2009 - Vydavatel: Mötley/Eleven Seven Music - Formát: DVD               |

## Videoklipy
| Rok  | Název                                | Režisér          |
| ---- | ------------------------------------ | ---------------- |
| 2000 | „Last Resort"                        | Marcos Siega     |
| 2001 | „Between Angels and Insects"         | Joseph Khan      |
| 2001 | „Broken Home"                        | Marcos Siega     |
| 2002 | „She Loves Me Not"                   | David Meyers     |
| 2002 | „Time and Time Again"                | Samuel Bayer     |
| 2002 | „Time and Time Again" UK Verze       | Samuel Bayer     |
| 2004 | „Getting Away with Murder"           | Motion Theory    |
| 2005 | „Scars" CGI Verze                    | Steven Murashige |
| 2005 | „Scars"                              | Motion Theory    |
| 2006 | „...To Be Loved"                     | Kevin Kerslake   |
| 2007 | „Forever"                            | Meiert Avis      |
| 2007 | „Time Is Running Out"                |                  |
| 2008 | „Hollywood Whore"                    | Jesse Davey      |
| 2009 | „Lifeline"                           | Chris Sims       |
| 2009 | „I Almost Told You That I Loved You" | Colin Minihan    |
| 2009 | „Had Enough"                         | Jesse Davey      |
| 2010 | „Kick In the Teeth"                  | Shane Drake      |
| 2010 | „Burn"                               | Jesse Davey      |
| 2012 | „Still Swingin'"                     | David Brodsky    |